# Тихоново (Великоустюгский район)
Тихоново — упразднённая деревня в Великоустюгском районе Вологодской области России. На момент упразднения входила в состав Усть-Алексеевского сельсовета.

## География
Урочище находится в северо-восточной части области, в подзоне средней тайги, на правом берегу реки Малаховки (бассейн реки Варжи), на расстоянии примерно 35 километров (по прямой) к юго-востоку от города Великий Устюг, административного центра района. Абсолютная высота — 124 метра над уровнем моря.

### Климат
Климат характеризуется как умеренно континентальный, с холодной продолжительной зимой и умеренно тёплым летом. Среднегодовая температура воздуха — +1,5 °C. Средняя температура воздуха самого холодного месяца (января) — −13,8 °C (абсолютный минимум — −48 °С), средняя температура самого тёплого (июля) — +16,8 °С (абсолютный максимум — +38 °С). Годовое количество атмосферных осадков составляет около 673 мм, из которых около 445 мм выпадает в тёплый период. Снежный покров держится в течение 166 дней.

## История
По состоянию на 1 января 1973 года входила в состав Усть-Алексеевского сельсовета. Упразднена в 2001 году.